# Недарим

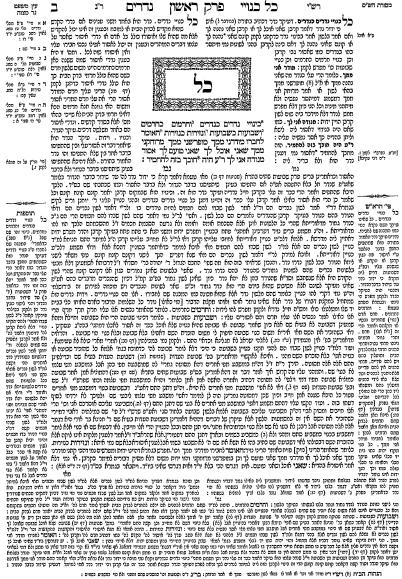

«Недарим» (мн. ч., др.-евр. נדרים‬, nedarim — «обеты») — трактат в Мишне, Тосефте, Вавилонском и Иерусалимском Талмуде, в разделе «Нашим» («Женщины»). Трактат содержит законы об исполнении обетов (недарим) и освобождении от них. В раздел «Нашим», посвящённый семейному праву, этот трактат помещён на том основании, что, согласно Торе, женщина при известных условиях может быть освобождена от обетов своим отцом или мужем.

## Предмет рассмотрения

### Обеты в Библии
Обетам, то есть, добровольно налагаемым на себя обязательствам ради избавления от болезней, неурожая, стихийных бедствий и в других трудных ситуациях, придавалось огромное значение с древнейших времён. Неисполнение обета считалось тягчайшим грехом и внушало религиозный ужас. В Библии приводятся примеры обетов:

И положил Иаков обет, сказав: если [Господь] Бог будет со мною и сохранит меня в пути сем, в который я иду, и даст мне хлеб есть и одежду одеться, и я в мире возвращусь в дом отца моего, и будет Господь моим Богом, — то этот камень, который я поставил памятником, будет [у меня] домом Божиим; и из всего, что Ты, Боже, даруешь мне, я дам Тебе десятую часть.
— Быт. 28:20—22

И дал Израиль обет Господу, и сказал: если предашь народ сей в руки мои, то положу заклятие [на них и] на города их.
Господь услышал голос Израиля и предал Хананеев в руки ему, и он положил заклятие на них и на города их и нарек имя месту тому: Хорма.
— Чис. 21:2, 3
Известны также обеты, данные Иеффаем (Суд. 11:30—40) и Анной, матерью пророка Самуила (1Цар. 1). Моисеев закон, закрепляет исполнение обетов на законодательном уровне:

Если дашь обет Господу Богу твоему, немедленно исполни его, ибо Господь Бог твой взыщет его с тебя, и на тебе будет грех; если же ты не дал обета, то не будет на тебе греха.
Что вышло из уст твоих, соблюдай и исполняй так, как обещал ты Господу Богу твоему добровольное приношение, о котором сказал ты устами своими.
— Втор. 23:21—23
В Торе приводятся примеры часто дававшихся обетов: обет назорейства (Чис. 6:1—21), посвящение Богу человека или имущества (Лев. 27:1—29). Этим обетам посвящены отдельные трактаты Талмуда — «Назир» и «Арахин».
Вообще, в иудаизме отношение к обетам и клятвам очень серьёзное:

Когда даешь обет Богу, то не медли исполнить его, потому что Он не благоволит к глупым: что обещал, исполни.
Лучше тебе не обещать, нежели обещать и не исполнить.
— Еккл. 5:3, 4
Уничтожать обеты Тора разрешает только отцу в отношении дочери и мужу в отношении жены (Чис. 30:2—17).

### Учение об обетах в Мишне
Издавна отмечалось, что исполнение обетов, данных в минуту сильного душевного потрясения, могло привести к трагическим последствиям, как в случае с вышеупомянутым обетом Иеффая или обетом царя Саула (1Цар. 14:24—45). Поэтому отношение к даче обетов у законоучителей всегда было негативным — считалось, что праведные люди должны воздерживаться от обетов. Тем не менее, в эпоху Мишны, как и позже, принятие на себя обетов представляло в народе обычную практику, которая и отражена в трактате «Недарим».
В области обетов большое значение придавалось их форме. Различается несколько форм:
- Недер (נדר) — собственно обет, например, «беру на себя жертву» — сказавший так обязан принести жертву.
- Недава (נדבה) — добровольный дар, например, «это животное будет принесено в жертву»; если оно стало негодно для жертвы, то человек свободен от обязательства. Согласно Талмуду, обеты даются нечестивыми, а добровольные дары — благочестивыми.
- Корбан (קרבן — «жертва») — часто применявшаяся иносказательная форма запрета. В буквальном смысле «корбан» — это предмет, приобретший статус святости, посвящённый Храму. Само слово «корбан» часто переиначивали в «конам» (קונם) и т. п. и применяли к чему угодно, например, «конам мои глаза, если я буду спать» или даже просто «конам, если буду спать»; характерный пример — в Мк. 7:10—13.
- Херем (חרם — «заклятие») — ещё более строгая форма запрета: «Только все заклятое, что под заклятием отдает человек Господу из своей собственности, — человека ли, скотину ли, поле ли своего владения, — не продается и не выкупается: все заклятое есть великая святыня Господня; все заклятое, что заклято от людей, не выкупается: оно должно быть предано смерти» (Лев. 27:28, 29).
- Клятва (שבועה) — понятие близкое к обету, но выделяющееся в отдельную категорию, клятвам посвящён отдельный трактат Талмуда — «Швуот».

Все иносказательные, эвфемистические формулировки обетов признавались полноценными обетами. С другой стороны, существовала настоятельная необходимость в некоторых случаях освобождать человека от неразумно или сгоряча данного обета. Поэтому было введено постановление, согласно которому обеты могли быть разрешены авторитетными раввинами, причём они сами признавали, что это постановление на Торе не основано (Мишна, Хагига, 1:8). Выделяются четыре вида обетов, признанных разрешёнными изначально:
- обеты побудительные (נדרי זירוזין), высказанные сгоряча с целью побудить оппонента на определённое действие, например, когда люди торгуются на рынке: «конам, если уступлю тебе дешевле».
- обеты преувеличенные (נדרי הבאי), например: «конам, если я не видел змею четырёхугольной формы».
- обеты ошибочные (נדרי שוגגין): «конам, если я ел», а затем вспомнил, что действительно ел.
- обеты неодолимые (נדרי אונסין) по уважительной причине.

Сюда же относятся обеты, данные разбойникам, грабителям и мытарям.
В остальных случаях вопрос об уничтожении обета требовал тщательного рассмотрения.

## Содержание
Трактат «Недарим» в Мишне состоит из 11 глав и 90 параграфов.
- Глава первая разбирает вопрос, в каких случаях эвфемистическую формулировку обета следует считать полноценным обетом.
- Глава вторая посвящена вопросу, как следует понимать некоторые сложно сформулированные обеты.
- Глава третья начинает рассмотрение часто даваемых разновидностей обетов: описываются обеты, которые признаются заранее разрешёнными, а затем — обет отказа от услуг той или иной категории людей. Например: «не буду пользоваться ничем от потомства Авраама» — означает «не пользоваться от евреев никакими услугами и не брать ничего им принадлежащего».
- Глава четвёртая продолжает тему предыдущей и разбирает, какие виды услуг подходят под вышеупомянутый обет, а также способы его обхода в случае крайней необходимости.
- Глава пятая продолжает ту же тему и рассматривает случай, когда запрещённое к пользованию имущество находится в совместной собственности.
- Глава шестая рассматривает следующую категорию часто даваемых обетов — обет отказа от определённых видов пищи.
- Глава седьмая завершает эту тему и переходит к обету отказа от пользования определёнными вещами и к обетам, данным с указанием срока.
- Глава восьмая посвящена обетам, данным на определённый срок.
- Глава девятая рассматривает вопрос о возможных основаниях для уничтожения обетов.
- Глава десятая разбирает порядок уничтожения обетов согласно Торе, то есть, освобождение от обета дочери её отцом и жены — её мужем.
- Глава одиннадцатая рассматривает, в каких случаях данные женщинами обеты можно уничтожать.[1]. Завершает трактат любопытная история о том, какими обетами пользовались жёны, чтобы вынудить развод, и какие постановления ввели раввины, чтобы это предотвратить.

## Интересные факты
- В Мишне 3:11 приведён ряд высказываний таннаев о значении обрезания.
- В Мишне 9:10 приводится история, случившаяся с рабби Ишмаэлем: когда человек путём обета запретил себе общение с племянницей, рабби Ишмаэль нарядил её так красиво, что тот её не узнал, и на этом основании примирил их, сказав при этом: «Прекрасны дочери Израиля но бедность уродует их».
- В Гемаре к трактату, особенно в Вавилонской, содержится немало интересных высказываний, например: «Беден только человек, лишённый разума» (41а), «Труд делает честь работнику» (49б), «Возвышающий себя будет унижен Богом» (55а).